# 林培田
林培田（？—？），清朝政治人物。
乾隆三十九年，接替鞠懙。擔任江蘇荆溪縣知縣攝任。后由馬世觀接任。